# Karasjoks kyrka

Karasjoks kyrka är en träkyrka, som byggdes 1974 i Karasjok i Finnmark i Norge. 
Karasjoks kyrka är byggd med en kvadratisk plan och har 500 platser. Den ersatte den mindre Karasjoks gamla kyrka. Arkitekt är Østbye, Kleven, Almaas arkitekter.